# (385191) 1997 RT5
(385191) 1997 RT5, também escrito como (385191) 1997 RT5, é um objeto transnetuniano que está localizado no cinturão de Kuiper, uma região do Sistema Solar. Este objeto é classificado com um cubewano. Ele possui uma magnitude absoluta de 7,2 e tem cerca de 160 km de diâmetro.

## Descoberta
(385191) 1997 RT5 foi descoberto no dia 7 de setembro de 1997 pelos astrônomos P. Nicholson, B. Gladman e J. A. Burns.

## Órbita
A órbita de (385191) 1997 RT5 tem uma excentricidade de 0,029 e possui um semieixo maior de 41,158 UA. O seu periélio leva o mesmo a uma distância de 39,949 UA em relação ao Sol e seu afélio a 42,367 UA.